# ラインプファイル

1965年夏時点のTEE網におけるラインプファイル（赤）。青はTEEラインゴルト

ラインプファイル (Rheinpfeil) はヨーロッパで運行されていた列車である。1958年にそれまでラインゴルトの一部とされていたドルトムント - ミュンヘン間の特急列車 (F-Zug) にこの名がつけられた。1965年には西ドイツ国内列車のままTEEとなり、1971年からはインターシティとなった。1979年からは西ドイツとスイスを結ぶ国際列車となり、1987年にはユーロシティにもなったが、1991年夏のダイヤ改正で廃止された。
1973年までは途中駅でラインゴルトと客車のほぼ半数を入れ替えていた。
列車名はドイツ語で「ラインの矢」を意味し、途中区間で並走するライン川に因んで名付けられた。なお1952年から1年間のみライン・プファイル (Rhein Pfeil) という名の国際列車が存在したが、これは後のラインゴルトである。

## 歴史

### F-Zug
1952年夏のダイヤ改正（5月18日）で、オランダのフーク・ファン・ホラントとスイスのバーゼルを、フェンロー、ケルン、マインツなどを経由して結ぶ特急列車（列車番号F10/9）が新設され、「ライン・プファイル」と命名された。前年に同区間で運行を始めたラインゴルト急行 (Rheingold Express, F164/163) が一等車から三等車まで全ての等級の客車を含んでいたのに対し、ライン・プファイルは一等車と二等車のみの編成であった。また所要時間もラインゴルト急行より短かった。
このとき同時にドルトムントとミュンヘンをエッセン、ケルン、マインツ、フランクフルト・アム・マイン、ヴュルツブルク経由で結ぶ一二等特急列車（列車番号F22/21）も新設された。ライン・プファイル (F10/9)とF22/21列車はケルン - マインツ間では互いに併結されて運転された。F22/21列車は時期によりオーストリアのインスブルックまで直通した。またケルンでは、ハノーファー発着の特急列車「ドームプファイル」（Dompfeil, 列車番号F17/14）と乗り換えることもできた。
しかし翌1953年夏のダイヤ改正では、F10/9列車がラインゴルト急行の名を名乗ることになり、ライン・プファイルの名は消滅した。F22/21列車も同時にラインゴルト急行を名乗った。
1954年夏ダイヤ改正では、F10/9列車およびF22/21列車は「ラインゴルト」と改名された。またケルン - マインツ間での併結も取りやめられ、ケルン中央駅で客車の入れ替えのみを行なった。この時期F22/21列車は往復ともF10/9列車の8分から10分前を先行する列車として運転された。F22/21列車のインスブルックへの直通は1956年以降行なわれていない。
1958年夏ダイヤ改正（6月1日）で、F22/21列車は「ラインプファイル」という独立した列車名を与えられた。ただしケルンでのラインゴルト (F10/9)との客車の入れ替えは以前と同様に行なわれた。
1962年夏には、ラインゴルトのケルン以北の経路がユトレヒト、エメリッヒ・アム・ライン経由に変更された。これと同時に、ラインプファイルとラインゴルトの客車の入れ替えはデュースブルク中央駅で行なわれるようになった。このときからラインゴルトには新型の客車（通称「ラインゴルト型」）が投入された。ラインプファイルでも、デュースブルクでラインゴルトと入れ替えを行なう以下の客車は新型客車となった。
- フーク・ファン・ホラント - ミュンヘン
- アムステルダム - ミュンヘン
- ドルトムント - バーゼル : 展望車を含む。

1963年にはラインゴルトと入れ替えられない客車も新型のものとなり、最高速度は160km/hに引き上げられた。

### TEE

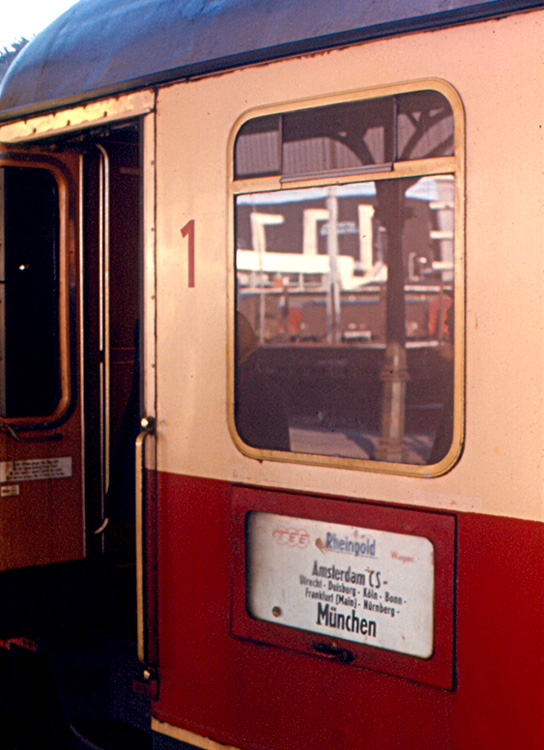
ラインゴルト・ラインプファイルとしてアムステルダム - ミュンヘン間を直通する客車（1970年）

1964年のヨーロッパ時刻表会議において、ラインゴルトは翌年からTEEとされることが決まった。このときドイツ連邦鉄道（西ドイツ国鉄）は、ラインゴルトと共通の客車を用いるラインプファイルもTEEに加えられるべきであると主張した。これが認められ、本来国際列車専用の種別であったTEEに国内列車のラインプファイルが加わることになった。翌1965年5月30日の夏ダイヤ改正から、ラインプファイルはラインゴルトや他の西ドイツ、フランスの国内列車とともにTEEに昇格した。
このときラインプファイルは、ヴュルツブルク - ミュンヘン間の経路を、それまでの直行ルートからニュルンベルク経由に変更した。
デュースブルクでラインゴルトと客車の入れ替えが行なわれるのは従来通りであるが、直通区間は拡大され、フーク・ファン・ホラント、アムステルダム - ミュンヘン間のほか、ドルトムント - ジュネーヴ間、ドルトムント - ミラノ間を直通する客車も連結された。ただし北行のラインプファイル (TEE 21) はデュースブルクでフーク・ファン・ホラント、アムステルダム行の客車を切り放した後、ラインゴルト (TEE 9) を待たずに発車し、ジュネーヴやミラノからドルトムントへの客車はラインプファイルの数分後を続行する別の列車として運転された。
1970年夏ダイヤ改正ではドルトムントとクールを直通する客車が新たに設定された。これにより客車の連結順やデュースブルクでの入れ替え手順が変更された。また北行ラインプファイルはデュースブルクでラインゴルトを待ってから発車するようになり、スイス・イタリア方面からドルトムントへの客車は再びラインプファイルに併結されるようになった。

### 一等インターシティ

1971年のインターシティ網。青が2号線。

1971年冬ダイヤ改正（9月27日）で、西ドイツ国鉄はインターシティという新たな国内列車の種別を設けた。これは一等車専用の優等列車であるという点ではTEEと同様であるが、4つの系統に沿って約2時間間隔の等間隔ダイヤで運転され、主要駅で異系統の列車が相互に接続するという特徴があった。
このときラインプファイル（列車番号 IC107/106）はIC2号線（ハノーファー - ドルトムント - ケルン - フランクフルト - ヴュルツブルク - ミュンヘン）のインターシティのうちの一往復とされた。運行区間がハノーファー - ミュンヘンに延長されたほか、ヴュルツブルク - ミュンヘン間がIC2号線の標準である直行ルートに戻され、ニュルンベルクには停まらなくなった。ただしドルトムント - ケルン間はIC2号線の本来の経路であるヴッパータール経由ではなく、エッセン、デュースブルク、デュッセルドルフ経由のIC1号線の経路を通っていた。代わって同時間帯のIC1号線の列車であるトラー・ボンベルクがヴッパータール経由となっており、ドルトムント中央駅ではラインプファイルと相互に、ケルン中央駅では南行はトラー・ボンベルクからラインプファイルへ、北行はラインプファイルからトラー・ボンベルクへ乗り換えることができた。またIC2号線は本来ヴィースバーデンに停車するが、ラインプファイルはその対岸のマインツ経由のままであった。ヴュルツブルク中央駅ではIC4号線（ブレーメン - ミュンヘン）のノルトヴィント (IC185 Nortwind, 南行)、ズュートヴィント (IC184 Südwind, 北行) とそれぞれ相互に乗り換えることができ、ニュルンベルクへの接続が保たれた。
デュースブルクでのTEEラインゴルトとの客車の入れ替えは従来と同様に行なわれた。ラインプファイルの客車のうちハノーファー発着のものはほとんどがデュースブルクでラインゴルトに付け替えられており、ハノーファー - ミュンヘン間を走破する客車は1両のみであった。
1973年夏ダイヤ改正（6月3日）で、デュースブルクでの客車の入れ替えはほとんどが取りやめられた。例外として、ハノーファー - ミラノ間をラインプファイル、ラインゴルトおよびTEEローラントに連結されて直通する客車1両のみが残った。オランダとミュンヘンをラインゴルト、ラインプファイルとして直通する客車はなくなったが、代わってデン・ハーグ - ミュンヘン間にTEEエラスムスが新設されている。なお1975年からはもう1両の客車が、週末のみハノーファー - キアッソ間をラインプファイル、ラインゴルト、ローラントに連結され直通するようになった。これは旅行会社の貸し切り車両であった。

### 一二等インターシティ・ユーロシティ
1979年の夏ダイヤ改正（5月27日）で、西ドイツ国鉄はインターシティ網の改革 (IC79) を行ない、運行間隔を1時間にするとともに全てのインターシティに二等車を連結した。このときラインプファイルはIC1号線のインターシティの一つ（列車番号 IC109/108）とされ、運行区間はハンブルク（ハンブルク＝アルトナ駅） - ドルトムント - ケルン - マンハイム - バーゼル（SBB駅）間に変更された。前年の時刻表会議の段階では、この列車は別の名前がつけられる予定であったが、元IC2号線の列車名であった「ラインプファイル」が転用された。なおマンハイム以南ではIC3号線（ハンブルク - ハノーファー - フランクフルト - マンハイム - バーゼル）の経路をとるが、IC79では異系統のインターシティの間での経路の入れ替えが何組か行なわれており、ラインプファイルはそのうちの一つであった。
1982年夏ダイヤ改正（5月23日）では、スイス連邦鉄道（スイス国鉄）が1時間間隔のパターンダイヤを実施したことの影響で、北行のラインプファイル (IC108) の時刻が1時間早められ、チューリッヒ始発に変更された。
1985年夏（6月2日）には西ドイツでインターシティ網の再編 (IC85) が行なわれた。このときラインプファイルの運行区間は往復ともハノーファー - チューリッヒ間となった。途中ドルトムント、エッセン、ケルン、マインツ、マンハイム、バーゼルを経由しており、ハノーファー - マンハイム間はIC85における2号線（ハノーファー - ミュンヘン）、マンハイム - バーゼル間は3号線の経路である。
1987年5月31日には、ラインプファイルは新設されたユーロシティの一列車となり、運行区間はハノーファー - クール間に延長された。
1991年夏ダイヤ改正（6月2日）ではICEの運行開始や旧東ドイツ地域へのインターシティの乗り入れの本格化などに伴う系統の再編が行なわれた。ハノーファーとバーゼルをケルン経由で結ぶ系統はIC5号線（ただしドルトムント - ケルン間はヴッパータール経由）となり、2時間に1本はベルリンまで延長された。しかしこのときラインプファイルは廃止され、同じ時間帯の列車はベルリン発バーゼル行きおよびバーゼル発ブラウンシュヴァイク行きのインターシティ (IC501/500) に置き換えられた。

### 現況
1979年以前のラインプファイルの経路であるルール地方とミュンヘンの間では、2006年からケルン-ライン＝マイン高速線およびニュルンベルク-インゴルシュタット-ミュンヘン高速線経由のICE（ICE42号線）が1時間間隔で運行されている。
1979年から1985年までの経路では、2010年冬ダイヤにおいては在来線経由のハンブルク - クール間のユーロシティが一日2往復運行されている。ハノーファー、フランクフルト経由のICEと比べると所要時間は長い。
1985年以降の経路であるドルトムント、ケルンとバーゼルの間は2002年にケルン-ライン＝マイン高速線経由のICE43号線となった。ただしドルトムント - ケルン間はヴッパータール経由である。2010年冬ダイヤではケルン - バーゼル間は2時間間隔の運行であり、一部のみドルトムント発着となる。またマンハイムでの乗り継ぎを含めれば1時間間隔となる。

### 年表
- 1952年5月28日 : ドルトムント - ミュンヘン間にF22/21列車の運行を開始。
- 1954年5月23日 : F22/21列車とF10/9列車（ラインゴルト）の途中区間での併結を中止。
- 1958年6月1日 : F22/21列車をラインプファイルと命名。
- 1962年-1963年 : 客車を「ラインゴルト形」に置き換え。
- 1965年5月30日 : TEEとなる。
- 1971年9月26日 : ハノーファー - ミュンヘン間のインターシティとなる。
- 1973年6月3日 : ラインゴルトとの客車の入れ替えを1両を除き中止。
- 1979年5月27日 : ハンブルク - バーゼル間のインターシティとなる。
- 1982年5月23日 : 北行をチューリッヒ始発に延長。
- 1985年6月2日 : ハノーファー - チューリッヒ間に運行区間を変更。
- 1987年5月31日 : ハノーファー - クール間のユーロシティとなる。
- 1991年6月2日 : 廃止。

## 停車駅一覧
1965年のTEE昇格時点での停車駅は以下の通り。
- ドルトムント中央駅
- ボーフム中央駅 (Bochum Hauptbahnhof)
- エッセン中央駅 (Essen Hauptbahnhof
- デュースブルク中央駅
- デュッセルドルフ中央駅
- ケルン中央駅
- ボン中央駅 (Bonn Hauptbahnhof)
- コブレンツ中央駅 (Koblenz Hauptbahnhof)
- マインツ中央駅 (Mainz Hauptbahnhof)
- フランクフルト中央駅 - 方向転換を行なう。
- ヴュルツブルク中央駅
- ニュルンベルク中央駅 (Nürnberg Hauptbahnhof)
- ミュンヘン中央駅

## 車両・編成

### 客車

#### 1962年以前
1952年のライン・プファイル（後のラインゴルト急行、ラインゴルト）は、1951年から西ドイツ国鉄が製造を開始した特急 (F-Zug) 用客車を使用していた。客車の全長は21.25mで、青色に塗装されていた。当時のドイツは三等級制であったが、ライン・プファイルには一等車と二等車のみが連結された。1956年に西ドイツの鉄道が二等級制に移行したことにともない、旧二等車は一等車に統合された。
1954年まで、のちにラインプファイルとなるF22/21列車には、マインツ - ミュンヘン間でのみドイツ寝台車・食堂車会社の食堂車が連結されていた。F10/9列車との併結区間であるケルン - マインツ間ではF10/9側の国際寝台車会社の食堂車が用いられた。
1954年以降、ラインプファイルなどのF-Zugには全長26.40mの一等客車が投入された。この車両の寸法はのちに国際鉄道連合 (UIC) のUIC-X規格となった。定員は60名（6人コンパーメント10室）で、空調設備は備えられていなかった。

#### TEE/IC客車

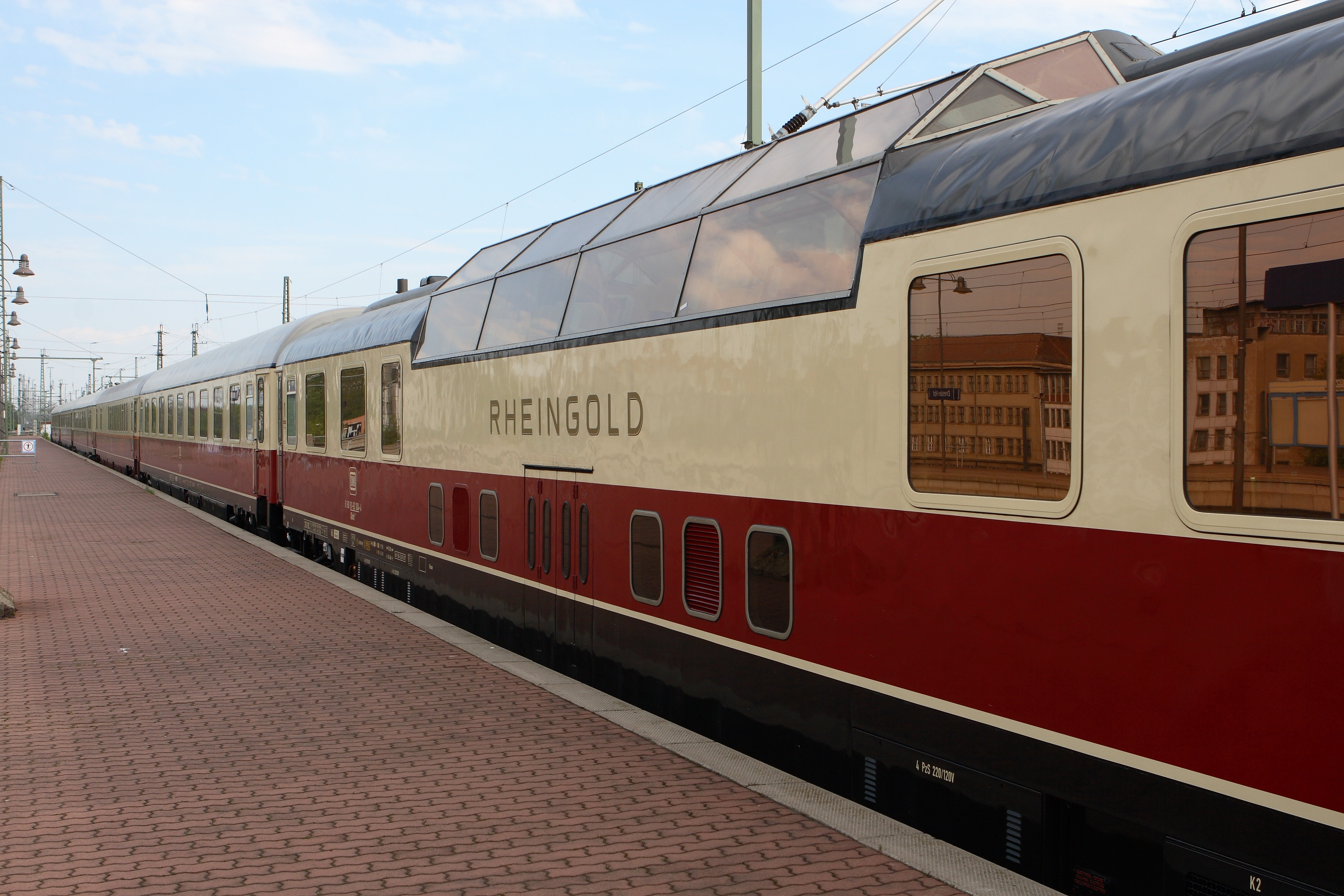
ラインゴルト型客車（復元編成）

1962年、西ドイツ国鉄はラインゴルト用に新型客車を製造した。ラインプファイルでも、ラインゴルトと直通する客車は新型客車とされた。車両の内訳は以下の通り。
| 種類                   | 形式名     | 形式名     | 製造数 | 製造数 |
| 種類                   | 1967年以前 | 1967年以降 | 1962年 | 1963年 |
| ---------------------- | ---------- | ---------- | ------ | ------ |
| 一等コンパートメント車 | Av4üm-62   | Avümh 111  | 10     | 12     |
| 一等開放座席車         | Ap4üm-62   | Apümh 121  | 5      | 6      |
| 食堂車                 | WR4üm-62   | WRümh 131  | 2      | 3      |
| 展望車                 | Ad4üm-62   | ADümh 101  | 3      | 2      |

1963年にも同形式の客車が追加で製造され、ラインゴルトと入れ替えられない客車も新型のものとなった。塗装は元はクリーム地に青帯であったが、1965年のTEE昇格後にTEEの標準色であるクリーム地赤帯に変更された。
1965年以降、同型の客車は他のTEEやインターシティに用いられるようになるが、131型食堂車や101型展望車はラインゴルト、ラインプファイル専用であった。
1973年まで、ラインプファイルの客車はデュースブルクでラインゴルトと入れ替えられてオランダやスイス、イタリアへ直通した。この時期ラインプファイルの客車はドルトムント、ミュンヘン、ハノーファー（1971年以降）の車両基地に分散して所属していた。ラインゴルトは西ドイツ国外の発着であるため、その客車はラインプファイルの客車と入れ替わることで定期的に基地に戻っていた。このころの編成と客車の入れ替えは下図の通り。

ラインゴルト・ラインプファイルの編成と客車の入れ替え
1965年夏、南行 TEE22 : ラインプファイル
1965年夏、北行 TEE21 : ラインプファイル
1971年夏、南行 IC107 : ラインプファイル

1973年にラインゴルトとの客車の入れ替えは1両を除いて中止された。また展望車の連結もなくなり、食堂車も平屋の標準的なインターシティ用車両（132型または135型）となった。
1979年以降のラインプファイルには西ドイツ国鉄のインターシティ用二等車が連結されている。例えば1982年夏ダイヤでは以下の編成であった。
- 一等開放座席車（121型） : 1両
- 一等コンパートメント車（111型、207型） : 3両
- 食堂車（135型） : 1両
- 二等開放座席車 : 4両
- 二等コンパートメント車 : 4両

### 機関車

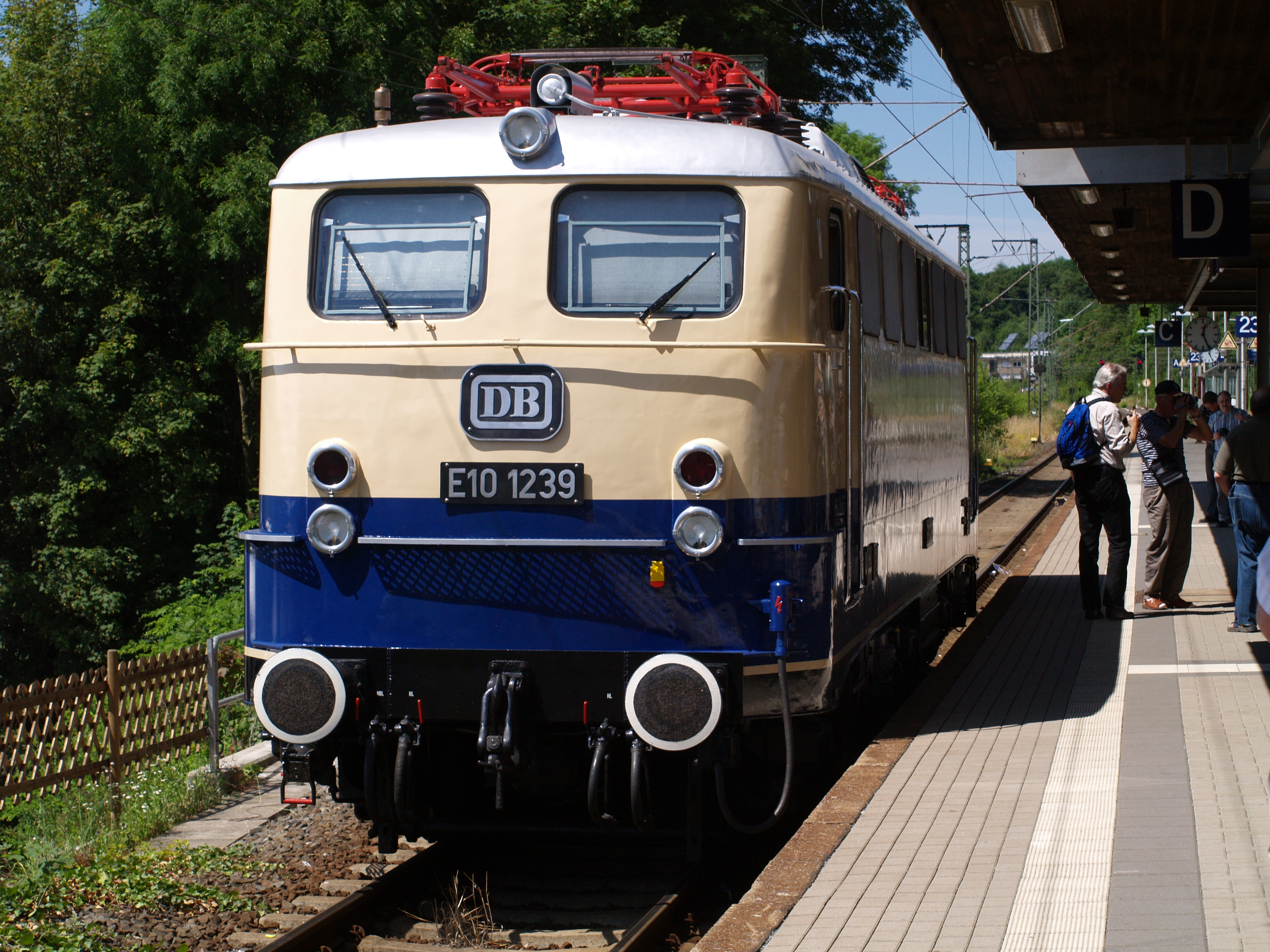
E10.12型機関車

1958年にラインプファイルと命名された時点では、電気機関車牽引区間はフランクフルト - ヴュルツブルク間のみであった。その後1959年にドルトムント - ヴュルツブルク間が電気機関車牽引となり、1962年に全区間で電気機関車牽引となった。
1963年以前にはE19型電気機関車などが用いられていた。1963年、前年にラインゴルトに投入されたのと同型のE10.12型電気機関車（後の112型）が用いられるようになり、最高速度は160km/hに向上した。1967年からは103型電気機関車も用いられている。